# Jos de Kleijn
Jozef Alexander Maria (Jos) de Kleijn (Grave, Nederland, 23 juni 1947) is een beeldend kunstenaar die woont in Göhl, Duitsland.

## Loopbaan
Na het afronden van een opleiding tot timmerman en het behalen van zijn diploma voor de hogere beroepsonderwijs, studeerde Jos de Kleijn van 1969 tot 1971 aan de Gerrit Rietveld Academie in Amsterdam en van 1977 tot 1983 aan de Muthesius Kunsthochschule in Kiel, waar hij vrije kunst studeerde. Sinds 1983 werkt hij als zelfstandig kunstenaar. Hij heeft onder andere meerdere keren tentoongesteld met Klaus Rilling en Jörg Plickat, met wie hij in de jaren 80 ook kortstondig de kunstenaarsgroep "Der M" oprichtte. Hij is lid van de Bundesverband Bildender Künstlerinnen und Künstler, de Gemeinschaft Lübecker Künstler en de Kunst Verein Neustadt in Holstein.

## Werk
In het uitgebreide oeuvre van De Kleijn worden verschillende tekenmethoden gebruikt, waarbij tekeningen met potlood, kleurpotlood, houtskool, pastelkrijt en grafiet de overhand hebben, maar ook schilderijen met olieverf spelen een grote rol.
Tot zijn vroege werk behoren verschillende illustraties, zoals "Alois der Löwe" uit Gustav Meyrinck's Des deutschen Spießers Wunderhorn en Edgar Allan Poe's König Pest. Zijn werken bevatten vaak een verhalende laag.
Het werk van Jos de Kleijn is doorlopend subjectief en gebaseerd op reflecties van het dagelijks leven en autobiografische ervaringen van de kunstenaar.
De serie Erbarme Dich - Bilder zu einer Arie die Jos de Kleijn voor het eerst tentoonstelde in 1991, heeft bijvoorbeeld een zeer persoonlijke verwijzing naar Johann Sebastian Bach's aria Erbarme Dich uit de Matthäus-Passion. De werken, waaronder het drieluik Erbarme Dich - Liebe, Alleinsein, Tod en tien expressieve houtskool- en krijtportretten Die Trauernden, bevatten motieven van liefde, eenzaamheid, geboorte en leven, dood en verdriet, passie en geweld. Voor de kunstenaar, die zichzelf beschouwt als een niet-theïst in de zin van Erich Fromm, heeft erbarmen hier geen directe religieuze betekenis waarin God wordt gesmeekt om erbarmen, maar eerder erbarmen voor de mensen, het leven en het zijn. Het citaat van de kunstenaar: "Ik word geraakt door het inzicht in ons lot, dat we deel uitmaken van het geheel, dat niets alleen maar zwart of wit, goed of slecht is en dat tegenstellingen elkaar beïnvloeden."
Het verwerken van persoonlijke ervaringen en emoties en het thema van de mens en zijn relaties vormen een rode draad in het artistieke werk van Jos de Kleijn. Daarbij neemt hij het voor lief dat deze onderwerpen bij de ontvanger ook onaangename emoties kunnen oproepen. Hij zegt zelf dat het voor hem belangrijk is om zijn toeschouwers "geraakt te maken" - deze ontroering kan zowel negatief als positief worden opgevat.
Een belangrijk motief in het werk van Jos de Kleijn is de weergave van denkbeeldige landschappen, die vaak fungeren als een podium voor een geschilderd of getekend menselijk wereldtheater. Als beste voorbeeld kunnen hier verschillende werken met de titel Gipfeltreffen worden genoemd, die in verschillende technieken (o.a. kleurpotlood op papier, olieverf op doek) zijn ontstaan sinds de jaren 90. Het landschap als podium voor de mens komt echter al voor in het vroege werk van De Kleijn.
In de jaren 80 begon Jos de Kleijn al te doceren als docent bij de volkshogeschool en inmiddels runt hij met succes zijn eigen kunstschool in zijn atelier in Göhl, waar hij verschillende cursussen geeft over verschillende schilder- en tekentechnieken.

## Tentoonstellingen (selectie)
- 1982: Beelden en sculpturen. Stadtbilderei (Kiel)
- 1983: 6 × Jonge kunst uit Schleswig-Holstein. Kulturkreis Torhaus (Hamburg)[2]
- 1984: Jos de Kleijn. Schilderijen. Galerie "Kieken und klönen" (Itzehoe)
- 1986: Der M. Kunsthall Stavanger (Stavanger, Noorwegen)
- 1988: Jos de Kleijn. Hildegard Grenzemann-Spiller. Jörg Plickat. Stadthauptmannshof (Mölln)
- 1988: Tentoonstelling in het kader van de Grüne Woche. Hotel Kempinski (Berlijn)
- 1991: Erbarme dich. Bilder zu einer Arie. Ostholstein-Museum (Eutin)
- 1992/1993: Dierenportretten III. (o.a. met Harald Naegeli) Brunswiker Pavillon (Kiel)
- 1996: Monika Arpad. Jos de Kleijn. Künstlerzentrum (Lübeck)
- 1999: Emotioneel en subjectief. Galerie im Lutterbeker (Lutterbek)
- 2002: Jos de Kleijn. Schilderijen. Gemeentehuis (Scharbeutz)
- 2008: Vier schilders. Vier werelden. Galerie Konrad (Oldenburg in Holstein)
- Andere tentoonstellingen o.a. in Altena (Sauerland), Bonn, Münster, Neumünster, Rastede, Rendsburg.

## Werken in openbaar bezit
- Ostholstein-Museum (Eutin)
- Gemeente Ahrensbök
- Itzehoer Versicherungen (Itzehoe)
- Schleswag AG (Oldenburg in Holstein)